# 王庆国
王庆国（1952年10月—），男，汉族，河北沧州人，中国中医学家，北京中医药大学教授，博士生导师。第四届国医大师。